# Solanum sanctae-rosae
Solanum sanctae-rosae là loài thực vật có hoa trong họ Cà. Loài này được Hawkes miêu tả khoa học đầu tiên năm 1954.